# Pastores (Salamanca)
Pastores es un municipio y localidad española de la provincia de Salamanca, en la comunidad autónoma de Castilla y León. Se integra dentro de la comarca de Ciudad Rodrigo y la subcomarca del Campo de Robledo. Pertenece al partido judicial de Ciudad Rodrigo.
Su término municipal está formado por la localidad de Pastores y el despoblado de Cuadrados, ocupa una superficie total de 12,69 km² y según los datos demográficos recogidos en el padrón municipal elaborado por el INE en el año 2017, cuenta con una población de 54 habitantes.

## Historia

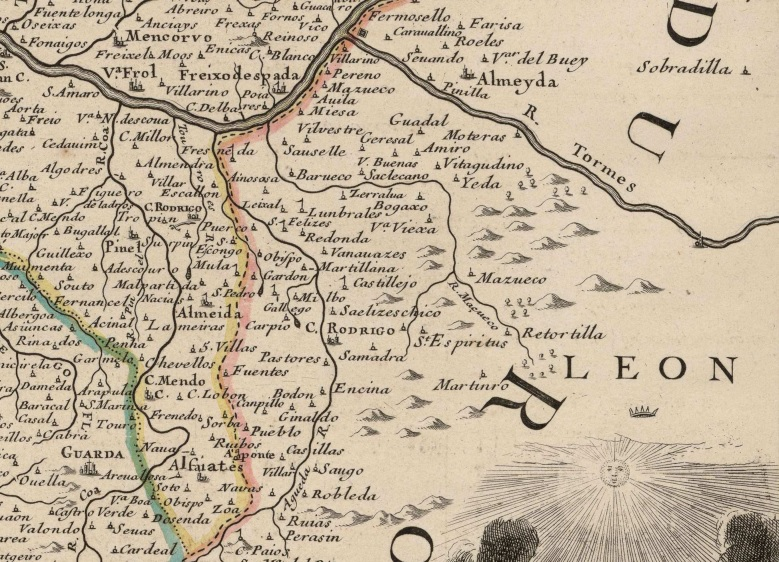
Detalle del oeste salmantino en un mapa del, en el que se puede observar Pastores

La fundación de Pastores se remonta a la repoblación efectuada por los reyes de León en la Edad Media, quedando encuadrada en el Campo de Robledo de la Diócesis de Ciudad Rodrigo tras la creación de la misma por parte del rey Fernando II de León en el siglo XII. Con la creación de las actuales provincias en 1833, Pastores quedó encuadrado en la provincia de Salamanca, dentro de la Región Leonesa.

## Geografía humana

### Demografía
Cuenta con una población de 56 habitantes (INE 2024).
| Gráfica de evolución demográfica de Pastores entre 1842 y 2021                                                        |
| |
| Población de derecho según los censos de población del INE. Población de hecho según los censos de población del INE. |

### Núcleos de población
El municipio se divide en varios núcleos de población, que poseían la siguiente población en 2015 según el INE.
| Núcleo de población | Población |
| ------------------- | --------- |
| Pastores            | 58        |
| Dehesa de Cuadrados | 0         |

## Administración y política

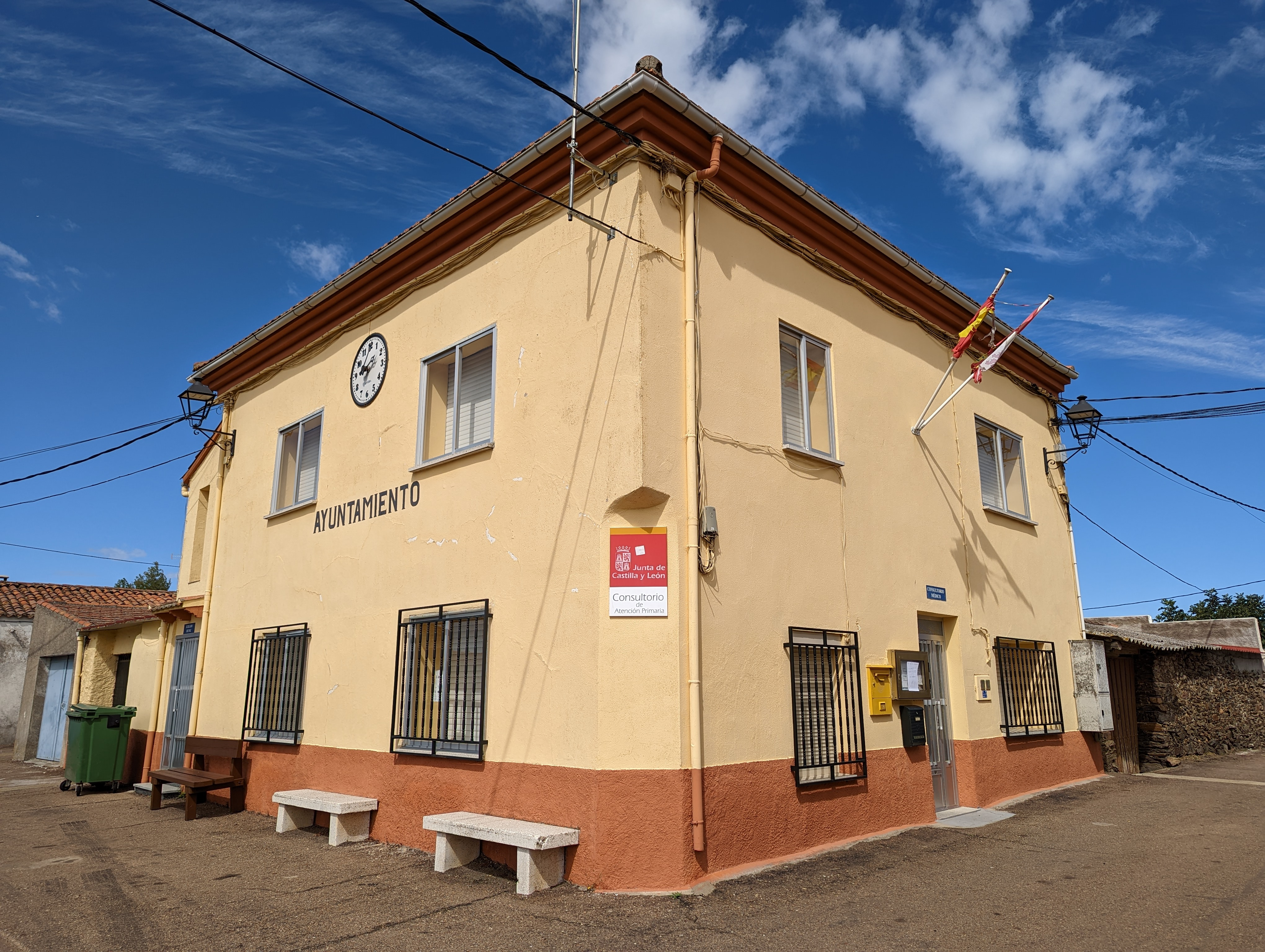
Casa consistorial

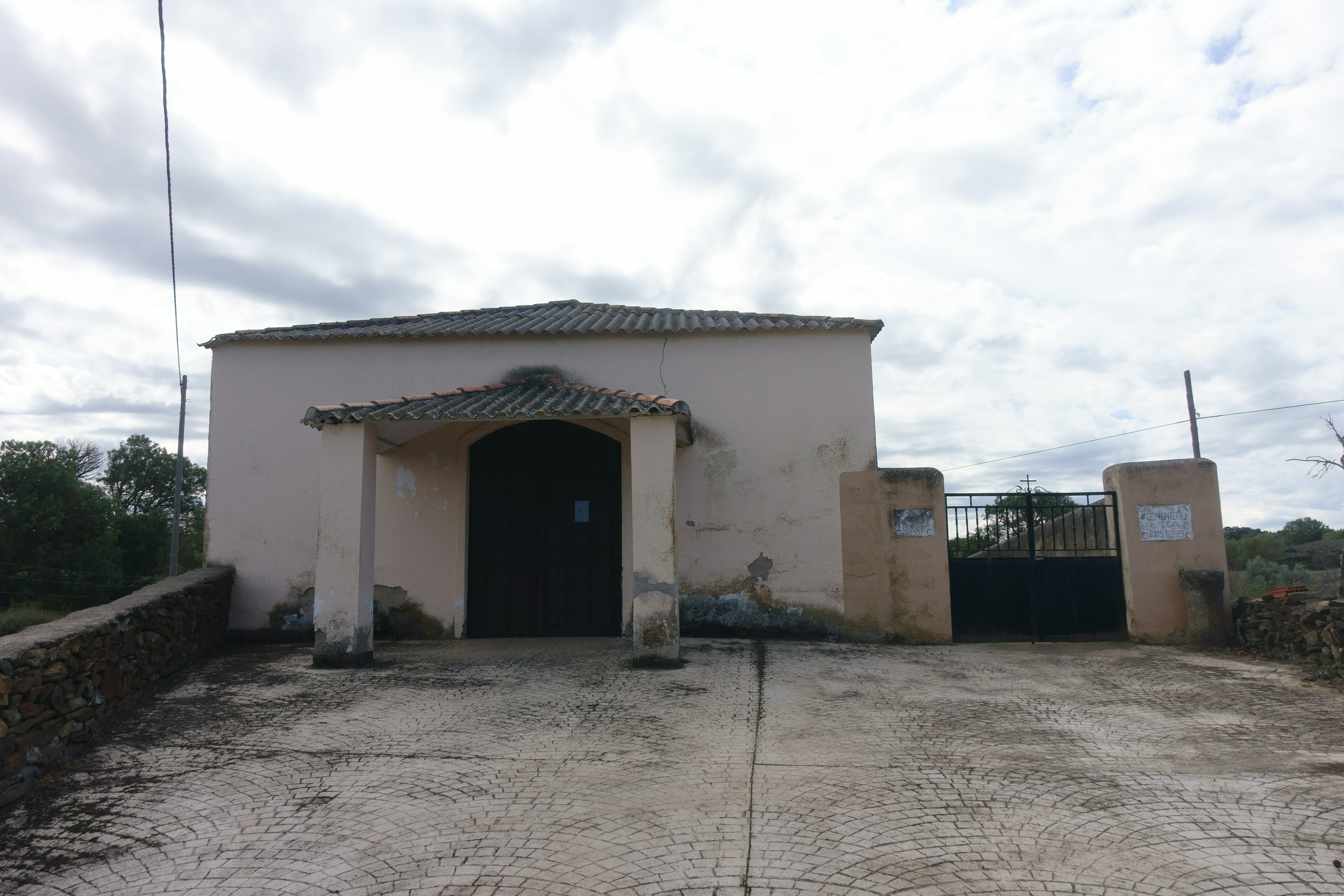
Ermita y cementerio

| Partido político                         | 2019  | 2019  | 2019       | 2015  | 2015  | 2015       | 2011  | 2011  | 2011       | 2007  | 2007  | 2007       | 2003  | 2003  | 2003       |
| Partido político                         | %     | Votos | Concejales | %     | Votos | Concejales | %     | Votos | Concejales | %     | Votos | Concejales | %     | Votos | Concejales |
| Partido Popular (PP)                     | 35,56 | 16    | 2          | 66,00 | 33    | 2          | 37,70 | 23    | 1          | —     | —     | —          | 40,91 | 18    | 0          |
| Partido Socialista Obrero Español (PSOE) | 28,89 | 13    | 1          | 28,00 | 14    | 1          | 54,10 | 33    | 2          | 55,00 | 33    | 1          | 4,55  | 2     | 0          |
| Ciudadanos (Cs)                          | 26,67 | 12    | 0          | —     | —     | —          | —     | —     | —          | —     | —     | —          | —     | —     | —          |
| Unión del Pueblo Salmantino (UPSa)       | —     | —     | —          | —     | —     | —          | —     | —     | —          | 43,33 | 26    | 0          | 52,27 | 23    | 1          |

## Patrimonio
- Iglesia de San Pedro de Alcántara.